# Косило Михайло Юрійович
Косило Михайло Юрійович (нар. 4 вересня 1955, с. Заріччя, Надвірнянський район, Івано-Франківська область) — український вчений, педагог, краєзнавець, заслужений працівник освіти України, голова Івано-Франківської обласної організації Національної спілки краєзнавців України, член президії правління НСКУ, голова федерації спортивного туризму Івано-Франківської області, Почесний краєзнавець України (2011), кандидат педагогічних наук.

## Життєпис
Закінчив Зарічанську ВШ, Делятинську СШ, Івано-Франківський державний педінститут ім. В. Стефаника, Тернопільську академію народного господарства, аспірантуру ДВНЗ "Прикарпатський національний університет імені Василя Стефаника". Працював вчителем.
З 1984 року — директор Івано-Франківського обласного державного центру туризму і краєзнавства учнівської молоді. Організував заснування та видання регіонального науково-методичного альманаху «Краєзнавець Прикарпаття» та працює його шеф-редактором.
З 2003 року заснував журнал «Краєзнавець Прикарпаття», з 2010 року – «Бібліотеку журналу «Краєзнавець Прикарпаття»». Світ побачили 35 чисел журналу та 21 книжка. Михайло Юрійович шеф-редактор (2003-2015 рр.), головний редактор (з 2015 р.) журналу «Краєзнавець Прикарпаття» та бібліотеки журналу. Входить до складу редакційної колегії національного наукового журналу «Краєзнавство», Всеукраїнського літературно-мистецького краєзнавчого журналу «Перевал», журналу «Гуцульщина і Покуття».

## Наукова діяльність
У 2017 р. захистив дисертацію за спеціальністю «Загальна педагогіка та історія педагогіки» на тему «Розвиток туристсько-краєзнавчої роботи в позашкільних навчальних закладах України (друга половина XX – початок XXI століття)».
Досліджує теоретико-методологічні проблеми туристсько-краєзнавчої діяльності учнівської та студентської молоді, питання історичної регіоналістики, музейного, літературного, етнографічного, релігійного, туристичного, географічного, освітянського, військового, медичного краєзнавства.
У доробку М.Ю. Косила понад 70 публікацій у фахових та науково-популярних виданнях, 14 книг. Серед них: «Позашкільний туризм і краєзнавство в Україні: історія та сьогодення» (2010р.), «Пам'ятники Кобзареві на Прикарпатті» (2014р.), «З історії створення музею та пам’ятника Руській трійці в Івано-Франківську»(2014р.), «Літопис краєзнавців Прикарпаття» (2011р.), «Довідник журналу «Краєзнавець Прикарпаття»»(2014р.), «Розвиток туристсько-краєзнавчої роботи у позашкільних навчальних закладах України»(друга половина XX- початок XXI століття) (2018р.), «Каменяр і Прикарпаття»(2016р.), «Столиця ЗУНР в Станіславові» (2018р.), «Іван Косик. Штрихи до портрета» (2018р.), «Історія поступу Івано-Франківського обласного державного центру туризму і краєзнавства учнівської молоді» (2020р.). За матеріалами книги «Пам'ятники Кобзареві на Прикарпатті» зафіксований національний рекорд України «Найбільша кількість пам’ятників Тарасу Шевченку. Івано-Франківська область». Організатор ряду наукових та науково-практичних конференцій.
Ініціатор та автор вступного слова до 10-го факсимільного перевидання першого числа першої книги українською мовою у Галичині літературно-краєзнавчого журналу «Русалка Дністровая».

## Громадська діяльність
Михайло Юрійович - голова Івано-Франківської обласної організації Національної спілки краєзнавців України (з 2008 р.), президент Федерації спортивного туризму Івано-Франківської області (з 2000 р.), голова Івано-Франківського відділення Міжнародної асоціації позашкільної освіти, член комітету при Президентові України з Державної премії України в галузі освіти, член НТШ ім. Т. Шевченка, член Національної спілки журналістів України.

## Відзнаки, нагороди
Косило М.Ю. – доктор філософії, кандидат педагогічних наук, Заслужений працівник освіти України, Почесний краєзнавець України, Почесний працівник туризму України, нагороджений орденом «За заслуги» III ступеня, орденом рівноапостольного князя Володимира Великого III ступеня УПЦ КП, Грамотою Верховної Ради України, Подякою Прем'єр-міністра України, орденом «За заслуги перед Прикарпаттям» відомчими нагородам ряду міністерств, відомств, громадських організацій України.
Педагогічна діяльність М.Косила відзначена преміями Івано-Франківської облдержадміністрації та обласної ради: імені Мирослава Стельмаховича, імені Івана Косика.
Краєзнавча праця оцінена преміями Національної спілки краєзнавців України: імені Дмитра Яворницького, імені академіка Петра Тронька, імені Героя України Михайла Сікорського, пам'яткознавчою премією імені Івана Вагилевича. Національна спілка журналістів України відзначила журналістську працю М.Косила ювілейною медаллю «60-років Івано-Франківської НСЖУ».